# Street Box
『Street Box』（ストリートボックス）は、ビーグルクルーの２枚目のアルバムである。2007年5月25日発売。発売元はMTM MUSIC。

## 概要
- ビーグルクルーとして初のアルバムである。

## 収録曲

### CD
1. ハピネス
2. 流れ星
3. 君の全て
4. Onedays
5. メモリーズメロディ
6. The shining world
7. 勇気
8. 愛の表現
9. うたをうたって